# 胶黑绵鳚
胶黑绵鳚，為輻鰭魚綱鱸形目绵鳚亞目绵鳚科的其中一種，分布於各大洋南半球海域，屬底棲性魚類，棲息深度400-1853公尺，體長可達29公分。

## 扩展阅读
維基物種上的相關：胶黑绵鳚